# Susanna Tuttapanna
Susanna Tuttapanna è un personaggio della pubblicità, protagonista di una serie di caroselli degli anni sessanta.

## Storia
Susanna Tuttapanna è la protagonista di una serie di caroselli a cartoni animati prodotti dallo Studio K di Firenze nel 1965 per la Invernizzi, per pubblicizzare il formaggino Milione. I caroselli andarono in onda sulla Rai tra il 1966 e il 1967.
La serie riscosse un grande successo, tanto che la società Invernizzi nel 1968 decise di produrre un formaggino dalla forma circolare chiamandolo "Susanna". Vennero prodotti anche molti gadget e milioni di pupazzi gonfiabili che era possibile ottenere attraverso una raccolta punti.
In tutto vennero trasmessi solo 15 caroselli con Susanna protagonista. Successivamente il personaggio non poté più essere utilizzato per l'intera durata degli spot poiché, essendo divenuto un marchio commerciale, le regole di Carosello ne vietavano la pubblicità durante la parte centrale del filmato, consentendone la presenza solo negli ultimi 30 secondi (il cosiddetto "codino").

## Caratteristiche
Susanna Tuttapanna è una piccola bambina paffutella che abita dentro il televisore e battendo con la manina sul cristallo del video dice: «Ehi! Ehi! Ciao... mi vedi? Senti... ti piaccio disegnata così? Sai, ti voglio bene... ma tu sei di là da questo vetro e io non posso uscire dal televisore... il regista non vuole. E poi... io non sono come te... sono solo un piccolo disegno! Pitupitum - pa! Sai, qui alla televisione sono di casa e... faccio un po' di tutto! Pascolo le pecorelle dell'intervallo, accudisco l'uccellino della radio... faccio Carosello... oh, scusa, non mi sono presentata: sono Susanna... Susanna Tuttapanna! Qui alla Rai Tv mi chiamano tutti così perché vado matta per il formaggino Milione alla panna, il fior fiore dei formaggini! Pitupitum - pa!».

## Autori
- Autore dei testi e regia: Francesco Misseri
- Autrice dell'immagine del personaggio: Marisa Mecacci
- Animatore: Tomislav Spikic
- Voce del personaggio: Grazia Radicchi
- Voce del regista: Massimo Valentini
- Direttore del doppiaggio: Piero Barbetti
- Produttore esecutivo: Renzo Tarchi
- Autore musica:- Franco Godi